# Ambourma
Ambourma est une localité située dans le département de Batié de la province du Noumbiel dans la région Sud-Ouest au Burkina Faso.

## Santé et éducation
Le centre de soins le plus proche d'Ambourma est le centre médical avec antenne chirurgicale (CMA) de la province à Batié.